# Imre Tiidemann
Imre Tiidemann (Tallinn, 24 de setembro de 1970) é um ex-pentatleta olímpico peruano. 

## Carreira
Imre Tiidemann representou o seu páis nos Jogos Olímpicos de 1992, 1996 e 2000, na qual ficou na 39°, 7° e 14° posição no individual respectivamente. 